# زمین‌لرزه‌های ۱۹۵۱ دره ریفت شرقی
زمین‌لرزه‌های ۱۹۵۱ دره ریفت شرقی ((به چینی: 1951年縱谷地震系列)؛ (به پین‌یینی: 1951 nián Zònggǔ dìzhèn xìliè)) رشته‌ای از ۷۳۵ زلزله بود که از ۲۲ اکتبر تا ۵ دسامبر ۱۹۵۱ میلادی در خاور تایوان رخ داد. بزرگی چهار تا از آنها بالای ۷ در مقیاس ریشتر گزارش شده است که دو عدد از بزرگترین آنها در ۲۱ اکتبر و ۲۴ نوامبر روی‌داده‌است و به ترتیب دارای بزرگی ۷٫۵ و ۷٫۳ در مقیاس Mw بوده است. روی‌هم‌رفته شمار کشتگان ۸۵ نفر بوده است.

## زمین‌لرزه بزرگ ۲۱ اکتبر
این زمین لرزه در تاریخ ۲۱ اکتبر ۱۹۵۱ میلادی، برابر با ‎۲۸ مهر ۱۳۳۰، ساعت ۲۱:۳۴:۱۴ به زمان یوتی‌سی در تایوان رخ داد. بزرگی آن ۷٫۵ در مقیاس Mw اعلام شده‌است. زمین‌لرزه به وقت محلی در روز دوشنبه (۲۲ اکتبر) ، ساعت ۵ روی داده است (منطقه زمانی یوتی‌سی +۸). سازمان زمین‌شناسی آمریکا جای این زمین‌لرزه را در مختصات ۲۳°۴۸′شمالی ۱۲۱°۴۲′شرقی / ۲۳٫۸°شمالی ۱۲۱٫۷°شرقی و بزرگی آنرا برابر با ۷٫۳ در مقیاس ریشتر اعلام کرده‌است. ژرفای گزارش شده از سوی این سازمان ۲۱ کیلومتر می‌باشد. شمار کشتگان زلزله حدود ۶۸ نفر و تعداد زخمیان ۸۵۶ نفر برآورده شده‌است.

## زمین‌لرزه بزرگ ۲۴ نوامبر
زمین‌لرزه بزرگتر دوم در تاریخ ۲۴ نوامبر ۱۹۵۱ میلادی، برابر با ‎۲ آذر ۱۳۳۰، ساعت ۱۸:۵۰:۱۸ به زمان یوتی‌سی در تایوان رخ داد. بزرگی آن ۷٫۳ در مقیاس Mw اعلام شده‌است. زمین‌لرزه به وقت محلی در روز یکشنبه (۲۵ نوامبر)، ساعت ۲ روی داده است. سازمان زمین‌شناسی آمریکا جای این زمین‌لرزه را در مختصات ۲۲°۵۴′شمالی ۱۲۱°۳۰′شرقی / ۲۲٫۹°شمالی ۱۲۱٫۵°شرقی و بزرگی آنرا برابر با ۷٫۵ در مقیاس ریشتر اعلام کرده‌است. شمار کشتگان این زلزله حدود ۱۷ نفر و تعداد زخمیان ۹۱ نفر اعلام شده‌است.